# Sabethes quasicyaneus
Sabethes quasicyaneus är en tvåvingeart som beskrevs av Peryassu 1922. Sabethes quasicyaneus ingår i släktet Sabethes och familjen stickmyggor. Inga underarter finns listade i Catalogue of Life.